# Penelope (zoologia)
Penelope Merrem, 1786 è un genere di uccelli galliformi della famiglia dei Cracidi, originario dell'America tropicale.

## Tassonomia
Comprende le seguenti specie:
- Penelope argyrotis (Bonaparte, 1856) - guan codafasciata
- Penelope barbata Chapman, 1921 - guan barbuto
- Penelope ortoni Salvin, 1874 - guan di Baudò
- Penelope montagnii (Bonaparte, 1856) - guan delle Ande
- Penelope marail (Statius Müller, 1776) - guan marail
- Penelope superciliaris Temminck, 1815 - guan alirossicce
- Penelope dabbenei Hellmayr & Conover, 1942 - guan facciarossa
- Penelope purpurascens Wagler, 1830 - guan crestato
- Penelope perspicax Bangs, 1911 - guan di Cauca
- Penelope albipennis Taczanowski, 1878 - guan alibianche
- Penelope jacquacu von Spix, 1825 - guan di Spix
- Penelope obscura Temminck, 1815 - guan zampescure
- Penelope pileata Wagler, 1830 - guan crestabianca
- Penelope ochrogaster Pelzeln, 1870 - guan panciacastana
- Penelope jacucaca von Spix, 1825 - guan cigliabianche